# Llista de topònims de Santa Eulàlia de Ronçana
Llista de topònims (noms propis de lloc) del municipi de Santa Eulàlia de Ronçana, al Vallès Oriental
Informació actualitzada per un bot. Els canvis manuals es perdran quan s'actualitzi!

## aqüeducte
| imatge | Nom                                 | Ubicat a                 | instància de        | Detalls                    | coordenades                                                              | Protecció | Commons (més fotos) | Dades a WD                    |
| ------ | ----------------------------------- | ------------------------ | ------------------- | -------------------------- | ------------------------------------------------------------------------ | --------- | ------------------- | ----------------------------- |
|        | Aqüeducte del rec de Can Comas      | Santa Eulàlia de Ronçana | aqüeducte pont      | Estat: malmès              | 41° 37′ 55″ N, 2° 14′ 46″ E / 41.63199°N,2.24615°E ca:Timbes de Can Just |           |                     | Modifica les dades a Wikidata |
|        | Aqüeducte del rec de Can Font       | Santa Eulàlia de Ronçana | aqüeducte pont font | 19th century Estat: malmès | 41° 38′ 30″ N, 2° 14′ 42″ E / 41.6418°N,2.24508°E ca:Torrent de Can Font |           |                     | Modifica les dades a Wikidata |
|        | Aqüeducte del torrent de l'Areny I  | Santa Eulàlia de Ronçana | aqüeducte pont      | Estat: malmès              | 41° 38′ 49″ N, 2° 13′ 50″ E / 41.64701°N,2.23068°E ca:Torrent de l'Areny |           |                     | Modifica les dades a Wikidata |
|        | Aqüeducte del torrent de l'Areny II | Santa Eulàlia de Ronçana | aqüeducte pont      | Estat: malmès              | 41° 38′ 49″ N, 2° 13′ 49″ E / 41.6469°N,2.23035°E ca:Torrent de l'Areny  |           |                     | Modifica les dades a Wikidata |

## arbre singular
| imatge | Nom                             | Ubicat a                 | instància de   | Detalls      | coordenades                                                                                | Protecció | Commons (més fotos) | Dades a WD                    |
| ------ | ------------------------------- | ------------------------ | -------------- | ------------ | ------------------------------------------------------------------------------------------ | --------- | ------------------- | ----------------------------- |
|        | roure de Can Maspons del Rieral | Santa Eulàlia de Ronçana | arbre singular | 19th century | 41° 38′ 17″ N, 2° 14′ 59″ E / 41.63797°N,2.24963°E ca:Avellaners de Can Maspons del Rieral |           |                     | Modifica les dades a Wikidata |
|        | roure de la bassa de Can Falgar | Santa Eulàlia de Ronçana | arbre singular | 19th century | 41° 37′ 58″ N, 2° 13′ 58″ E / 41.63283°N,2.23279°E ca:Camí de Can Sabater                  |           |                     | Modifica les dades a Wikidata |

## entitat singular de població
| imatge | Nom            | Ubicat a                 | instància de                                                                   | Detalls  | coordenades                                                                  | Protecció | Commons (més fotos) | Dades a WD                    |
| ------ | -------------- | ------------------------ | ------------------------------------------------------------------------------ | -------- | ---------------------------------------------------------------------------- | --------- | ------------------- | ----------------------------- |
|        | Sant Cristòfol | Santa Eulàlia de Ronçana | entitat singular de població                                                   | 1464 hab | 41° 38′ 11″ N, 2° 14′ 11″ E / 41.636489280134°N,2.2364688833618°E 147 msnm   |           |                     | Modifica les dades a Wikidata |
|        | el Bonaire     | Santa Eulàlia de Ronçana | entitat singular de població                                                   | 386 hab  | 41° 39′ 23″ N, 2° 14′ 15″ E / 41.656311191879°N,2.2374358108976°E 188 msnm   |           |                     | Modifica les dades a Wikidata |
|        | el Rieral      | Santa Eulàlia de Ronçana | entitat singular de població                                                   | 2067 hab | 41° 38′ 24″ N, 2° 13′ 58″ E / 41.640067835631°N,2.2328245246656°E 170 msnm   |           |                     | Modifica les dades a Wikidata |
|        | el Serrat      | Santa Eulàlia de Ronçana | entitat singular de població                                                   | 1118 hab | 41° 39′ 16″ N, 2° 12′ 46″ E / 41.6545531050095°N,2.21291636822781°E 233 msnm |           |                     | Modifica les dades a Wikidata |
|        | la Sagrera     | Santa Eulàlia de Ronçana | entitat singular de població capital municipal ens local històric de Catalunya | 1450 hab | 41° 39′ 22″ N, 2° 13′ 21″ E / 41.6562°N,2.22261°E 249.2 msnm                 |           |                     | Modifica les dades a Wikidata |
|        | la Serra       | Santa Eulàlia de Ronçana | entitat singular de població                                                   | 637 hab  | 41° 38′ 56″ N, 2° 12′ 59″ E / 41.64875681°N,2.21648422°E 241 msnm            |           |                     | Modifica les dades a Wikidata |
|        | la Vall        | Santa Eulàlia de Ronçana | entitat singular de població                                                   | 794 hab  | 41° 38′ 20″ N, 2° 12′ 10″ E / 41.6389910802767°N,2.20279177855907°E 214 msnm |           |                     | Modifica les dades a Wikidata |

## església
| imatge | Nom                                             | Ubicat a                 | instància de | Detalls                      | coordenades                                                                                      | Protecció                                  | Commons (més fotos)                             | Dades a WD                    |
| ------ | ----------------------------------------------- | ------------------------ | ------------ | ---------------------------- | ------------------------------------------------------------------------------------------------ | ------------------------------------------ | ----------------------------------------------- | ----------------------------- |
|        | Sant Cristòfol de Pallars                       | Santa Eulàlia de Ronçana | església     | Estil: arquitectura romànica | 41° 38′ 12″ N, 2° 14′ 41″ E / 41.6367°N,2.24467°E ca:Pl. de l'ermita 165 msnm                    | bé integrant del patrimoni cultural català | Sant Cristòfol de Pallars                       | Modifica les dades a Wikidata |
|        | capella de Sant Simplici                        | Santa Eulàlia de Ronçana | església     | Estil: arquitectura romànica | 41° 38′ 40″ N, 2° 12′ 55″ E / 41.6445°N,2.21521°E ca:Barri de la Serra. Camí de la Serra Granada | bé cultural d'interès local                | Capella de Sant Simplici                        | Modifica les dades a Wikidata |
|        | església parroquial de Santa Eulàlia de Ronçana | Santa Eulàlia de Ronçana | església     | Estil: arquitectura barroca  | 41° 39′ 21″ N, 2° 13′ 26″ E / 41.6559°N,2.22382°E 243 msnm                                       | bé integrant del patrimoni cultural català | Església parroquial de Santa Eulàlia de Ronçana | Modifica les dades a Wikidata |

## masia
| imatge | Nom                        | Ubicat a                 | instància de | Detalls                     | coordenades | Protecció                                  | Commons (més fotos)                    | Dades a WD                    |
| ------ | -------------------------- | ------------------------ | ------------ | --------------------------- | --- | ------------------------------------------ | -------------------------------------- | ----------------------------- |
|        | Ca l'Arcís                 | Santa Eulàlia de Ronçana | masia        |                             | 41° 38′ 26″ N, 2° 14′ 12″ E / 41.6405275616038°N,2.23674135378583°E                                                |                                            |                                        | Modifica les dades a Wikidata |
|        | Ca l'Artiguetes            | Santa Eulàlia de Ronçana | masia        |                             | 41° 38′ 59″ N, 2° 11′ 31″ E / 41.649694998583°N,2.1918802692289°E                                                  |                                            |                                        | Modifica les dades a Wikidata |
|        | Ca l'Enrico                | Santa Eulàlia de Ronçana | masia        |                             | 41° 39′ 26″ N, 2° 13′ 27″ E / 41.6572064069859°N,2.22428188324991°E                                                |                                            |                                        | Modifica les dades a Wikidata |
|        | Ca l'Espardenyer           | Santa Eulàlia de Ronçana | masia        | Estil: arquitectura popular | 41° 39′ 19″ N, 2° 13′ 32″ E / 41.6552°N,2.22544°E ca:Crtra. de la Sagrera, 1                                       | bé cultural d'interès local                | Ca l'Espardenyer                       | Modifica les dades a Wikidata |
|        | Ca l'Hermano               | Santa Eulàlia de Ronçana | masia        |                             | 41° 39′ 21″ N, 2° 14′ 15″ E / 41.6557453049059°N,2.23745045483566°E                                                |                                            |                                        | Modifica les dades a Wikidata |
|        | Ca l'Unyó                  | Santa Eulàlia de Ronçana | masia        |                             | 41° 39′ 49″ N, 2° 13′ 43″ E / 41.6636403332839°N,2.22872100432903°E ca:Ctra. de Parets a Bigues                    |                                            |                                        | Modifica les dades a Wikidata |
|        | Cal Roig                   | Santa Eulàlia de Ronçana | masia        |                             | 41° 39′ 18″ N, 2° 14′ 23″ E / 41.6550028487363°N,2.23958497291292°E                                                |                                            |                                        | Modifica les dades a Wikidata |
|        | Can Barbany                | Santa Eulàlia de Ronçana | masia        |                             | 41° 39′ 00″ N, 2° 13′ 27″ E / 41.6498926544998°N,2.22428557001239°E                                                |                                            |                                        | Modifica les dades a Wikidata |
|        | Can Barnils                | Santa Eulàlia de Ronçana | masia        |                             | 41° 38′ 08″ N, 2° 14′ 42″ E / 41.635592934401°N,2.24511997210807°E ca:Camí antic de Granollers                     |                                            |                                        | Modifica les dades a Wikidata |
|        | Can Baró                   | Santa Eulàlia de Ronçana | masia        |                             | 41° 39′ 12″ N, 2° 13′ 48″ E / 41.6532460867819°N,2.23005798944663°E                                                |                                            |                                        | Modifica les dades a Wikidata |
|        | Can Bassa                  | Santa Eulàlia de Ronçana | masia        |                             | 41° 38′ 33″ N, 2° 13′ 29″ E / 41.6424557193153°N,2.22472299464413°E                                                |                                            |                                        | Modifica les dades a Wikidata |
|        | Can Bonet                  | Santa Eulàlia de Ronçana | masia        |                             | 41° 38′ 09″ N, 2° 13′ 54″ E / 41.6358378852517°N,2.23179002475063°E                                                |                                            |                                        | Modifica les dades a Wikidata |
|        | Can Brustenga              | Santa Eulàlia de Ronçana | masia        | Estil: arquitectura popular | 41° 38′ 36″ N, 2° 13′ 48″ E / 41.6434°N,2.23006°E ca:Barri del Rieral. Prop de la crtra. de Parets a Bigues, km 10 | bé integrant del patrimoni cultural català | Can Brustenga                          | Modifica les dades a Wikidata |
|        | Can Burgués                | Santa Eulàlia de Ronçana | masia        |                             | 41° 38′ 25″ N, 2° 14′ 03″ E / 41.6403°N,2.23426°E                                                                  | bé integrant del patrimoni cultural català | Can Burgués                            | Modifica les dades a Wikidata |
|        | Can Cabot de la Vall       | Santa Eulàlia de Ronçana | masia        | Estil: arquitectura popular | 41° 38′ 19″ N, 2° 12′ 31″ E / 41.6385°N,2.2086°E ca:Barri de la Vall. Camí de Can Puig                             | bé integrant del patrimoni cultural català | Can Cabot de la Vall                   | Modifica les dades a Wikidata |
|        | Can Capilla                | Santa Eulàlia de Ronçana | masia        |                             | 41° 39′ 25″ N, 2° 12′ 36″ E / 41.656857218659°N,2.21004187774689°E                                                 |                                            |                                        | Modifica les dades a Wikidata |
|        | Can Careta                 | Santa Eulàlia de Ronçana | masia        |                             | 41° 38′ 29″ N, 2° 14′ 16″ E / 41.6413538395505°N,2.23774022560668°E                                                |                                            |                                        | Modifica les dades a Wikidata |
|        | Can Costa                  | Santa Eulàlia de Ronçana | masia        | 19th century                | 41° 39′ 19″ N, 2° 12′ 41″ E / 41.655326863053°N,2.21147775801624°E ca:Camí de Can Costa                            |                                            |                                        | Modifica les dades a Wikidata |
|        | Can Cristet                | Santa Eulàlia de Ronçana | masia        |                             | 41° 39′ 24″ N, 2° 12′ 49″ E / 41.6565395181754°N,2.2136248063453°E                                                 |                                            |                                        | Modifica les dades a Wikidata |
|        | Can Dalmau                 | Santa Eulàlia de Ronçana | masia        |                             | 41° 38′ 55″ N, 2° 12′ 56″ E / 41.6485547473439°N,2.21560729138287°E ca:Camí de Caldes                              |                                            |                                        | Modifica les dades a Wikidata |
|        | Can Desena                 | Santa Eulàlia de Ronçana | masia        |                             | 41° 38′ 58″ N, 2° 12′ 52″ E / 41.6493483598698°N,2.21443280208904°E                                                |                                            |                                        | Modifica les dades a Wikidata |
|        | Can Donat                  | Santa Eulàlia de Ronçana | masia        |                             | 41° 39′ 16″ N, 2° 14′ 11″ E / 41.6544864776607°N,2.23642044633253°E                                                |                                            |                                        | Modifica les dades a Wikidata |
|        | Can Falga                  | Santa Eulàlia de Ronçana | masia        |                             | 41° 38′ 03″ N, 2° 13′ 54″ E / 41.6341884245823°N,2.23161751405335°E                                                |                                            |                                        | Modifica les dades a Wikidata |
|        | Can Farell                 | Santa Eulàlia de Ronçana | masia        |                             | 41° 38′ 09″ N, 2° 13′ 10″ E / 41.6358267113388°N,2.2194355922585°E                                                 |                                            |                                        | Modifica les dades a Wikidata |
|        | Can Feliu                  | Santa Eulàlia de Ronçana | masia        |                             | 41° 39′ 36″ N, 2° 14′ 35″ E / 41.6600431237103°N,2.2431169334166°E                                                 |                                            |                                        | Modifica les dades a Wikidata |
|        | Can Ferrarons              | Santa Eulàlia de Ronçana | masia        | Estil: arquitectura popular | 41° 38′ 37″ N, 2° 14′ 11″ E / 41.6436°N,2.23627°E ca:Camí de la Creueta                                            | bé integrant del patrimoni cultural català |                                        | Modifica les dades a Wikidata |
|        | Can Ferrer Isidre          | Santa Eulàlia de Ronçana | masia        |                             | 41° 39′ 39″ N, 2° 14′ 36″ E / 41.6608100923795°N,2.24332415059478°E                                                |                                            |                                        | Modifica les dades a Wikidata |
|        | Can Ferrerons              | Santa Eulàlia de Ronçana | masia        |                             | 41° 38′ 44″ N, 2° 13′ 36″ E / 41.645431404378°N,2.2267568739152°E                                                  |                                            |                                        | Modifica les dades a Wikidata |
|        | Can Feu                    | Santa Eulàlia de Ronçana | masia        |                             | 41° 39′ 14″ N, 2° 13′ 56″ E / 41.6539815396337°N,2.23228304485238°E                                                |                                            |                                        | Modifica les dades a Wikidata |
|        | Can Feu del Rieral         | Santa Eulàlia de Ronçana | masia        |                             | 41° 39′ 42″ N, 2° 14′ 10″ E / 41.661707006979°N,2.2361710429369°E                                                  |                                            |                                        | Modifica les dades a Wikidata |
|        | Can Figueretes             | Santa Eulàlia de Ronçana | masia        | 19th century                | 41° 38′ 12″ N, 2° 13′ 23″ E / 41.6366530886254°N,2.22308761325808°E ca:Camí de Can Figueretes                      |                                            |                                        | Modifica les dades a Wikidata |
|        | Can Fluvià                 | Santa Eulàlia de Ronçana | masia        |                             | 41° 38′ 17″ N, 2° 13′ 06″ E / 41.6379183498709°N,2.21840178482998°E                                                |                                            |                                        | Modifica les dades a Wikidata |
|        | Can Foix                   | Santa Eulàlia de Ronçana | masia        |                             | 41° 39′ 38″ N, 2° 14′ 17″ E / 41.6604959026839°N,2.23803099226333°E                                                |                                            |                                        | Modifica les dades a Wikidata |
|        | Can Font                   | Santa Eulàlia de Ronçana | masia        |                             | 41° 38′ 25″ N, 2° 14′ 34″ E / 41.6402244686267°N,2.24266448061348°E ca:C. Girona, 42                               |                                            |                                        | Modifica les dades a Wikidata |
|        | Can Gafa                   | Santa Eulàlia de Ronçana | masia        | Estil: arquitectura popular | 41° 39′ 03″ N, 2° 14′ 45″ E / 41.6508°N,2.24584°E ca:Camí de Can Gafa                                              | bé integrant del patrimoni cultural català |                                        | Modifica les dades a Wikidata |
|        | Can Galderic               | Santa Eulàlia de Ronçana | masia        |                             | 41° 39′ 25″ N, 2° 13′ 01″ E / 41.6570044415033°N,2.21707811985195°E ca:Camí de Salve Regina                        |                                            |                                        | Modifica les dades a Wikidata |
|        | Can Gil                    | Santa Eulàlia de Ronçana | masia        |                             | 41° 39′ 45″ N, 2° 13′ 43″ E / 41.6624957975946°N,2.22862656098742°E                                                |                                            |                                        | Modifica les dades a Wikidata |
|        | Can Juli                   | Santa Eulàlia de Ronçana | masia        |                             | 41° 38′ 27″ N, 2° 14′ 41″ E / 41.6406970695896°N,2.24467617177558°E                                                |                                            |                                        | Modifica les dades a Wikidata |
|        | Can Just                   | Santa Eulàlia de Ronçana | masia        |                             | 41° 38′ 00″ N, 2° 14′ 46″ E / 41.6332223979005°N,2.24624016906338°E ca:Camí Vell de Granollers                     |                                            |                                        | Modifica les dades a Wikidata |
|        | Can Lluc del Tossal        | Santa Eulàlia de Ronçana | masia        |                             | 41° 39′ 23″ N, 2° 12′ 13″ E / 41.6564606346743°N,2.20347714146117°E                                                |                                            |                                        | Modifica les dades a Wikidata |
|        | Can Magre                  | Santa Eulàlia de Ronçana | masia        | Estil: arquitectura popular | 41° 39′ 37″ N, 2° 13′ 45″ E / 41.6603°N,2.22904°E ca:Crtra. de Parets a Bigues, km. 12,5                           | bé integrant del patrimoni cultural català | Can Magre                              | Modifica les dades a Wikidata |
|        | Can Mallorca               | Santa Eulàlia de Ronçana | masia        |                             | 41° 39′ 10″ N, 2° 13′ 22″ E / 41.652810077263°N,2.22282143269912°E                                                 |                                            |                                        | Modifica les dades a Wikidata |
|        | Can Martí                  | Santa Eulàlia de Ronçana | masia        | 20th century                | 41° 39′ 49″ N, 2° 12′ 06″ E / 41.6637343382858°N,2.20159777871547°E ca:Camí del Bruguer                            |                                            |                                        | Modifica les dades a Wikidata |
|        | Can Maset                  | Santa Eulàlia de Ronçana | masia        | Estil: arquitectura popular | 41° 38′ 41″ N, 2° 12′ 54″ E / 41.644737°N,2.214886°E ca:C. de Can Tabac                                            | bé integrant del patrimoni cultural català | Can Maset (Santa Eulàlia de Ronçana)   | Modifica les dades a Wikidata |
|        | Can Maspons                | Santa Eulàlia de Ronçana | masia        | Estil: arquitectura popular | 41° 38′ 25″ N, 2° 12′ 23″ E / 41.6404°N,2.20641°E                                                                  | bé integrant del patrimoni cultural català | Can Maspons                            | Modifica les dades a Wikidata |
|        | Can Maspons del Rieral     | Santa Eulàlia de Ronçana | masia        | Estil: arquitectura popular | 41° 38′ 17″ N, 2° 14′ 40″ E / 41.638°N,2.2444°E ca:Barri de Sant Cristòfol                                         | bé integrant del patrimoni cultural català |                                        | Modifica les dades a Wikidata |
|        | Can Mataporcs              | Santa Eulàlia de Ronçana | masia        |                             | 41° 39′ 12″ N, 2° 13′ 19″ E / 41.6534337801784°N,2.22181713428581°E ca:C. de la Vinya                              |                                            |                                        | Modifica les dades a Wikidata |
|        | Can Met                    | Santa Eulàlia de Ronçana | masia        |                             | 41° 38′ 58″ N, 2° 12′ 57″ E / 41.6494027394461°N,2.21580115573589°E                                                |                                            |                                        | Modifica les dades a Wikidata |
|        | Can Miquel de Roques-albes | Santa Eulàlia de Ronçana | masia        |                             | 41° 39′ 37″ N, 2° 14′ 21″ E / 41.6603591200057°N,2.23913761133591°E                                                |                                            |                                        | Modifica les dades a Wikidata |
|        | Can Mont-ras               | Santa Eulàlia de Ronçana | masia        |                             | 41° 38′ 48″ N, 2° 12′ 48″ E / 41.6467206076793°N,2.21345601939493°E                                                |                                            |                                        | Modifica les dades a Wikidata |
|        | Can Músic                  | Santa Eulàlia de Ronçana | masia        |                             | 41° 39′ 18″ N, 2° 14′ 21″ E / 41.6550623966177°N,2.23905583437334°E                                                |                                            |                                        | Modifica les dades a Wikidata |
|        | Can Noguera                | Santa Eulàlia de Ronçana | masia        |                             | 41° 38′ 33″ N, 2° 14′ 13″ E / 41.6424568509908°N,2.23700676900146°E                                                |                                            |                                        | Modifica les dades a Wikidata |
|        | Can Paiàs                  | Santa Eulàlia de Ronçana | masia        | Estil: arquitectura popular | 41° 37′ 58″ N, 2° 14′ 21″ E / 41.6328°N,2.2393°E ca:Barri del Rieral                                               | bé integrant del patrimoni cultural català | Can Paiàs                              | Modifica les dades a Wikidata |
|        | Can Penedès                | Santa Eulàlia de Ronçana | masia        |                             | 41° 39′ 24″ N, 2° 12′ 42″ E / 41.6567505261062°N,2.21155647445946°E                                                |                                            |                                        | Modifica les dades a Wikidata |
|        | Can Plantadeta             | Santa Eulàlia de Ronçana | masia        |                             | 41° 38′ 30″ N, 2° 14′ 12″ E / 41.6415895231981°N,2.23660874731762°E ca:Camí de Can Plantadeta                      |                                            |                                        | Modifica les dades a Wikidata |
|        | Can Pou                    | Santa Eulàlia de Ronçana | masia        | 19th century                | 41° 38′ 07″ N, 2° 14′ 22″ E / 41.6353396648717°N,2.23949197494002°E ca:Barri del Rieral                            |                                            |                                        | Modifica les dades a Wikidata |
|        | Can Puig                   | Santa Eulàlia de Ronçana | masia        |                             | 41° 38′ 12″ N, 2° 12′ 50″ E / 41.6367°N,2.21391°E                                                                  | bé integrant del patrimoni cultural català | Can Puig (Santa Eulàlia de Ronçana)    | Modifica les dades a Wikidata |
|        | Can Puig de la Vall        | Santa Eulàlia de Ronçana | masia        |                             | 41° 38′ 08″ N, 2° 12′ 52″ E / 41.6355758786924°N,2.21434793459697°E ca:Barri de la Vall. Camí de Can Puig          |                                            |                                        | Modifica les dades a Wikidata |
|        | Can Pujades                | Santa Eulàlia de Ronçana | masia        |                             | 41° 38′ 34″ N, 2° 13′ 09″ E / 41.6426790304046°N,2.21912475238228°E                                                |                                            |                                        | Modifica les dades a Wikidata |
|        | Can Pujal                  | Santa Eulàlia de Ronçana | masia        |                             | 41° 38′ 16″ N, 2° 13′ 07″ E / 41.6378°N,2.21855°E                                                                  | bé integrant del patrimoni cultural català |                                        | Modifica les dades a Wikidata |
|        | Can Rei                    | Santa Eulàlia de Ronçana | masia        |                             | 41° 39′ 16″ N, 2° 14′ 13″ E / 41.6544548380156°N,2.23708136141558°E                                                |                                            |                                        | Modifica les dades a Wikidata |
|        | Can Roques-albes           | Santa Eulàlia de Ronçana | masia        |                             | 41° 39′ 40″ N, 2° 14′ 19″ E / 41.6610935092057°N,2.23850439020389°E                                                |                                            |                                        | Modifica les dades a Wikidata |
|        | Can Rosàs                  | Santa Eulàlia de Ronçana | masia        | Estil: arquitectura popular | 41° 39′ 04″ N, 2° 11′ 45″ E / 41.651°N,2.19593°E                                                                   | bé integrant del patrimoni cultural català |                                        | Modifica les dades a Wikidata |
|        | Can Sabater                | Santa Eulàlia de Ronçana | masia        |                             | 41° 37′ 57″ N, 2° 14′ 31″ E / 41.6326182762907°N,2.24203317471729°E ca:C. Fonteta, 3                               |                                            |                                        | Modifica les dades a Wikidata |
|        | Can Sec                    | Santa Eulàlia de Ronçana | masia        |                             | 41° 39′ 24″ N, 2° 12′ 44″ E / 41.6565308016571°N,2.21235182894899°E ca:Camí del Bruguer                            |                                            |                                        | Modifica les dades a Wikidata |
|        | Can Tarragona              | Santa Eulàlia de Ronçana | masia        |                             | 41° 38′ 24″ N, 2° 13′ 37″ E / 41.6401192798049°N,2.22686426321723°E                                                |                                            |                                        | Modifica les dades a Wikidata |
|        | Can Torres                 | Santa Eulàlia de Ronçana | masia        |                             | 41° 38′ 27″ N, 2° 13′ 52″ E / 41.6408048559095°N,2.23104661800537°E                                                |                                            |                                        | Modifica les dades a Wikidata |
|        | Can Trias                  | Santa Eulàlia de Ronçana | masia        |                             | 41° 38′ 58″ N, 2° 13′ 49″ E / 41.6494°N,2.23016°E ca:Ctra. De Parets a Bigues, km. 11                              | bé integrant del patrimoni cultural català | Can Trias                              | Modifica les dades a Wikidata |
|        | Can Tudó                   | Santa Eulàlia de Ronçana | masia        |                             | 41° 38′ 43″ N, 2° 12′ 38″ E / 41.6451420076233°N,2.21048520117738°E                                                |                                            |                                        | Modifica les dades a Wikidata |
|        | Can Valentí                | Santa Eulàlia de Ronçana | masia        |                             | 41° 39′ 32″ N, 2° 14′ 10″ E / 41.659005113058°N,2.2362029725758°E                                                  |                                            |                                        | Modifica les dades a Wikidata |
|        | Can Valls                  | Santa Eulàlia de Ronçana | masia        |                             | 41° 38′ 33″ N, 2° 13′ 02″ E / 41.642548880403°N,2.21720510367199°E                                                 |                                            |                                        | Modifica les dades a Wikidata |
|        | Can Vendrell               | Santa Eulàlia de Ronçana | masia        | Estil: arquitectura popular | 41° 38′ 35″ N, 2° 11′ 54″ E / 41.642925°N,2.198296°E ca:Camí antic de Caldes, s/n                                  | bé integrant del patrimoni cultural català |                                        | Modifica les dades a Wikidata |
|        | Can Vidal                  | Santa Eulàlia de Ronçana | masia        |                             | 41° 38′ 59″ N, 2° 12′ 14″ E / 41.649778797834°N,2.203888067594°E ca:Camí de Can Vidal                              |                                            |                                        | Modifica les dades a Wikidata |
|        | Can Xaró                   | Santa Eulàlia de Ronçana | masia        |                             | 41° 38′ 25″ N, 2° 13′ 25″ E / 41.6403315965794°N,2.22361977697625°E ca:Camí de la Serra                            |                                            |                                        | Modifica les dades a Wikidata |
|        | Can Xico                   | Santa Eulàlia de Ronçana | masia        |                             | 41° 39′ 41″ N, 2° 14′ 16″ E / 41.6614937817389°N,2.23774297170177°E                                                |                                            |                                        | Modifica les dades a Wikidata |
|        | Mas Vendrell               | Santa Eulàlia de Ronçana | masia        |                             | 41° 38′ 41″ N, 2° 11′ 55″ E / 41.6447002428997°N,2.19871072626356°E                                                |                                            |                                        | Modifica les dades a Wikidata |
|        | el Bruguer                 | Santa Eulàlia de Ronçana | masia        |                             | 41° 39′ 40″ N, 2° 12′ 12″ E / 41.6611964669807°N,2.20320258146239°E                                                |                                            |                                        | Modifica les dades a Wikidata |
|        | el Castellet               | Santa Eulàlia de Ronçana | masia        |                             | 41° 38′ 15″ N, 2° 12′ 49″ E / 41.6373641280436°N,2.21373788969491°E                                                |                                            |                                        | Modifica les dades a Wikidata |
|        | el Feu                     | Santa Eulàlia de Ronçana | masia        |                             | 41° 39′ 42″ N, 2° 14′ 28″ E / 41.6617052491669°N,2.24111562253487°E                                                |                                            |                                        | Modifica les dades a Wikidata |
|        | el Tros                    | Santa Eulàlia de Ronçana | masia        |                             | 41° 39′ 01″ N, 2° 13′ 03″ E / 41.6503065638402°N,2.21757954471939°E                                                |                                            |                                        | Modifica les dades a Wikidata |
|        | l'Areny                    | Santa Eulàlia de Ronçana | masia        |                             | 41° 38′ 50″ N, 2° 13′ 44″ E / 41.6473380382692°N,2.22880740138282°E                                                |                                            |                                        | Modifica les dades a Wikidata |
|        | la Bastida Nova            | Santa Eulàlia de Ronçana | masia        |                             | 41° 38′ 11″ N, 2° 13′ 57″ E / 41.6364650224699°N,2.2326350389289°E                                                 |                                            |                                        | Modifica les dades a Wikidata |
|        | la Bastida Vella           | Santa Eulàlia de Ronçana | masia        |                             | 41° 38′ 12″ N, 2° 13′ 40″ E / 41.6367304783275°N,2.22788930296604°E ca:Camí de la Bastida                          |                                            |                                        | Modifica les dades a Wikidata |
|        | la Casa Nova               | Santa Eulàlia de Ronçana | masia        |                             | 41° 38′ 14″ N, 2° 14′ 29″ E / 41.6372355768588°N,2.24152282260167°E                                                |                                            |                                        | Modifica les dades a Wikidata |
|        | la Casa Vella              | Santa Eulàlia de Ronçana | masia        | Estil: arquitectura popular | 41° 38′ 46″ N, 2° 14′ 01″ E / 41.646106°N,2.23357°E ca:Camí de la Casa Vella                                       | bé integrant del patrimoni cultural català |                                        | Modifica les dades a Wikidata |
|        | la Ferreria                | Santa Eulàlia de Ronçana | masia        | Estil: arquitectura popular | 41° 38′ 24″ N, 2° 14′ 12″ E / 41.6401°N,2.23662°E ca:Camí del Gual                                                 | bé integrant del patrimoni cultural català | La Ferreria (Santa Eulàlia de Ronçana) | Modifica les dades a Wikidata |
|        | la Sala                    | Santa Eulàlia de Ronçana | masia        |                             | 41° 38′ 20″ N, 2° 13′ 58″ E / 41.6389700116953°N,2.23278542681176°E                                                |                                            |                                        | Modifica les dades a Wikidata |

## nucli de població
| imatge | Nom                   | Ubicat a                 | instància de      | Detalls | coordenades                                                        | Protecció | Commons (més fotos) | Dades a WD                    |
| ------ | --------------------- | ------------------------ | ----------------- | ------- | ------------------------------------------------------------------ | --------- | ------------------- | ----------------------------- |
|        | Can Font              | Santa Eulàlia de Ronçana | nucli de població |         | 41° 38′ 41″ N, 2° 14′ 33″ E / 41.644634718793°N,2.2423766734207°E  |           |                     | Modifica les dades a Wikidata |
|        | Can Juli              | Santa Eulàlia de Ronçana | nucli de població |         | 41° 38′ 28″ N, 2° 14′ 37″ E / 41.641040084447°N,2.243619505362°E   |           |                     | Modifica les dades a Wikidata |
|        | Can Sabater           | Santa Eulàlia de Ronçana | nucli de població |         | 41° 38′ 02″ N, 2° 13′ 58″ E / 41.633763395632°N,2.2328992899505°E  |           |                     | Modifica les dades a Wikidata |
|        | Can Torres            | Santa Eulàlia de Ronçana | nucli de població |         | 41° 38′ 34″ N, 2° 13′ 15″ E / 41.642688967694°N,2.2207858943677°E  |           |                     | Modifica les dades a Wikidata |
|        | Font de Sant Joan     | Santa Eulàlia de Ronçana | nucli de població |         | 41° 38′ 50″ N, 2° 12′ 53″ E / 41.647151258972°N,2.2147279429827°E  |           |                     | Modifica les dades a Wikidata |
|        | Pinedes del Castellet | Santa Eulàlia de Ronçana | nucli de població |         | 41° 38′ 10″ N, 2° 12′ 54″ E / 41.6361111931374°N,2.2149177419546°E |           |                     | Modifica les dades a Wikidata |
|        | Primavera             | Santa Eulàlia de Ronçana | nucli de població |         | 41° 39′ 16″ N, 2° 12′ 35″ E / 41.654323362027°N,2.2098369518716°E  |           |                     | Modifica les dades a Wikidata |
|        | Sant Isidre           | Santa Eulàlia de Ronçana | nucli de població |         | 41° 38′ 34″ N, 2° 14′ 15″ E / 41.642801692672°N,2.2375951210636°E  |           |                     | Modifica les dades a Wikidata |
|        | la Serra              | Santa Eulàlia de Ronçana | nucli de població |         | 41° 39′ 03″ N, 2° 12′ 44″ E / 41.650737338806°N,2.2122825842044°E  |           |                     | Modifica les dades a Wikidata |

## Misc
| imatge | Nom                                           | Ubicat a                                                       | instància de       | Detalls                        | coordenades                                                                                              | Protecció | Commons (més fotos) | Dades a WD                    |
| ------ | --------------------------------------------- | -------------------------------------------------------------- | ------------------ | ------------------------------ | --- | --------- | ------------------- | ----------------------------- |
|        | BV-1435                                       | Lliçà d'Amunt Santa Eulàlia de Ronçana Bigues i Riells del Fai | carretera          |                                | 41° 37′ 36″ N, 2° 14′ 05″ E / 41.6266°N,2.23469°E                                                        |           |                     | Modifica les dades a Wikidata |
|        | Bassa de Can Falgar                           | Santa Eulàlia de Ronçana                                       | bassa              |                                | 41° 37′ 58″ N, 2° 13′ 58″ E / 41.63282°N,2.23283°E ca:Camí de Can Sabater                                |           |                     | Modifica les dades a Wikidata |
|        | Granja El Prat                                | Santa Eulàlia de Ronçana                                       | granja             |                                | 41° 39′ 28″ N, 2° 14′ 41″ E / 41.6576839958107°N,2.2445978208267°E                                       |           |                     | Modifica les dades a Wikidata |
|        | Molí d'en Vendrell                            | Santa Eulàlia de Ronçana                                       | molí d'aigua       |                                | 41° 38′ 13″ N, 2° 14′ 23″ E / 41.6369980421382°N,2.23965257770446°E ca:Camí del Molí                     |           |                     | Modifica les dades a Wikidata |
|        | Polígon industrial de Can Magre               | Santa Eulàlia de Ronçana                                       | polígon industrial |                                | 41° 39′ 43″ N, 2° 13′ 56″ E / 41.6618175042096°N,2.23225003038855°E                                      |           |                     | Modifica les dades a Wikidata |
|        | casa consistorial de Santa Eulàlia de Ronçana | Santa Eulàlia de Ronçana                                       | casa consistorial  |                                | 41° 39′ 08″ N, 2° 13′ 45″ E / 41.6523238°N,2.2291679°E                                                   |           |                     | Modifica les dades a Wikidata |
|        | el Tenes                                      | província de Barcelona Moianès Vallès Oriental                 | curs d'aigua       | Desemboca: Besòs Llarg: 32.5km | 41° 44′ 53″ N, 2° 09′ 35″ E / 41.748152°N,2.15967°E 41° 32′ 28″ N, 2° 13′ 49″ E / 41.541249°N,2.230325°E |           | El Tenes            | Modifica les dades a Wikidata |
|        | la Torreta                                    | Santa Eulàlia de Ronçana                                       | casa               |                                | 41° 38′ 44″ N, 2° 13′ 55″ E / 41.6455213935757°N,2.2319151683302°E                                       |           |                     | Modifica les dades a Wikidata |
|        | les Tres Pedres                               | Santa Eulàlia de Ronçana                                       | dolmen             |                                | 41° 38′ 54″ N, 2° 12′ 50″ E / 41.64837115617°N,2.21378419518016°E                                        |           |                     | Modifica les dades a Wikidata |